# Bieketurm

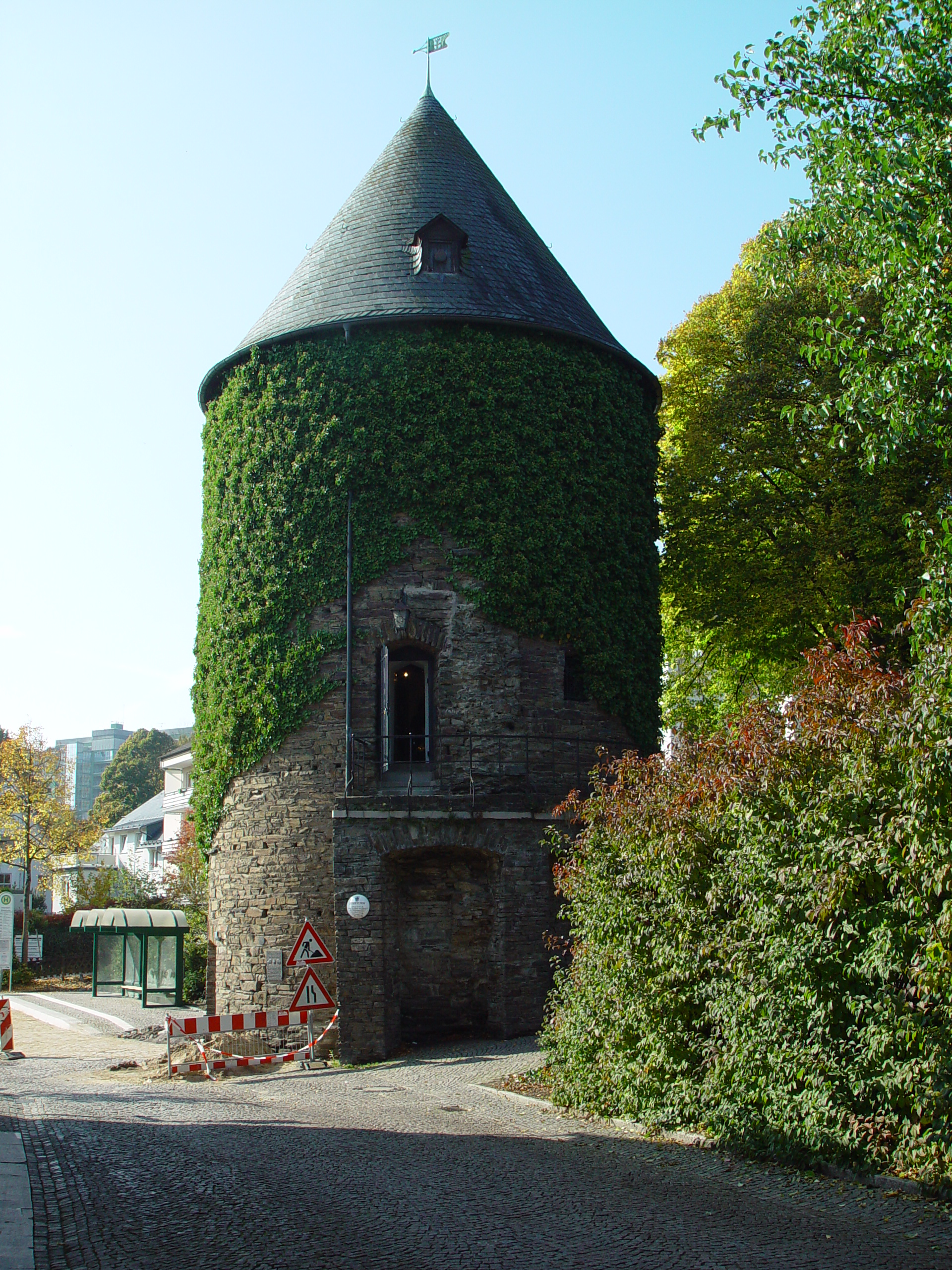
Bieketurm

Der Bieketurm ist ein dreigeschossiger Wehrturm in Attendorn, der zur ehemaligen Stadtbefestigung zählt. Er stammt aus dem 13. Jahrhundert und ist neben dem Pulverturm der einzig erhaltene Bestandteil der Attendorner Stadtbefestigung. Die übrigen Tore, Türme und Mauern wurden nach dem Stadtbrand von 1812 abgetragen und als Baumaterial für den Wiederaufbau der Innenstadt genutzt.
Im 17. Jahrhundert wurde der Turm als Gefängnis, später wurde er zum Lagern von Eis benutzt. 1949 wurde der Turm zum katholischen Jugendheim. Seit 1985 steht der Turm der Schützengesellschaft Attendorn zur Verfügung, die seit dem 21. April 2004 auch Eigentümerin des Gebäudes ist. Der Turm wird seit 1993 als Zeughaus und als Schützenmuseum genutzt. Königsketten, Hieb- und Stichwaffen, Rüstungen und Fahnen können von Mai bis Oktober Samstag vormittags besichtigt werden. 2019 wurde er vom Efeu befreit und für rund 150.000 Euro umfassend saniert.